# O bozích a lidech
O bozích a lidech (v originále Des hommes et des dieux) je francouzský dramatický film z roku 2010 režírovaný Xavierem Beauvoisem. Film je volně inspirován atentátem na trapistické mnichy v Alžírsku v roce 1996. Sleduje každodenní život mnichů a jejich otázky tváří v tvář nárůstu násilí během měsíců předcházejících jejich únosu během alžírské občanské války. Film měl světovou premiéru 18. května 2010 v rámci oficiální soutěže filmového festivalu v Cannes, kde získal Velkou cenu poroty. Byl také oceněn Césarem za nejlepší film roku 2010.

## Děj
Klášter v 90. letech 20. století v izolované vesnici uprostřed alžírských hor. Sídlí zde malá komunita katolických mnichů. Mají jednoduchý, strohý život, proložený modlitbami a každodenními úkoly. Cisterciácký řád, ke kterému patří, je zaměřen na kontemplaci, podporovanou společnou modlitbou, liturgickými zpěvy, ale i chvílemi ticha. Důležitou součást života náleží obdělávání půdy, pomoci chudým a péči o nemocné. Klášter slouží jako léčebna pro místní obyvatele. Jeden z mnichů, bratr Luc, je lékař a každý den přijímá nemocné.
Mniši mají bratrské vztahy s muslimy žijícími v okolí. Postupně se ale do regionu šíří násilí a teror spojený s alžírskou občanskou válkou. Mnoho civilistů je zavražděno, stali se oběťmi konfliktu mezi teroristickými islamistickými skupinami a alžírskou armádou. Chorvatským dělníkům podřezali hrdla nedaleko kláštera. Armáda nabízí svou ochranu mnichům, kteří ji ale odmítají. Skupina teroristů si na Štědrý den vynutí cestu do kláštera, ale v klidu odejde.
Otázka odchodu se poté vynořuje stále naléhavěji. Mají zůstat v klášteře s vesničany, kteří počítají s jejich přítomností, ale tím riskují, že budou uneseni a zabiti? Nebo by se měli přestěhovat jinam? Mniši jsou vedeni k tomu, aby si položili tuto tuto obtížnou otázku, která testuje jejich víru, odvahu a jejich připoutanost k zemi a jejím obyvatelům.